# Робін Лімі (плавець)
Робін Лімі (англ. Robin Leamy; нар. 1 квітня 1961) — американський плавець.
Олімпійський чемпіон 1984 року.
Чемпіон світу з водних видів спорту 1982 року.
Переможець Панамериканських ігор 1983 року.